# Pałac w Brzezinie
Pałac w Brzezinie – zabytkowy pałac w Brzezinie – wsi w Polsce, w województwie dolnośląskim, w powiecie średzkim, w gminie Miękinia.

## Historia
Pałac został wzniesiony w drugiej połowie XVIII w., przebudowany w 1910 r., jest częścią zespołu pałacowego, w skład którego wchodzą jeszcze: ruina dworu obronnego - zamku z XVI wieku; oficyna z aneksem mieszkalnym z XIX w., 1920 r. oraz park z ogrodami użytkowymi i podwórzem.
Po zniszczeniach związanych z II wojną światową został odbudowany i przeznaczony na cele oświatowe. Do 1978 mieściła się w nim szkoła podstawowa, następnie służył jako obiekt mieszkalny. W 2010, po ponownym remoncie działał jako obiekt hotelowo-restauracyjny. Obecnie jest to teren prywatny, niedostępny dla ruchu turystycznego.

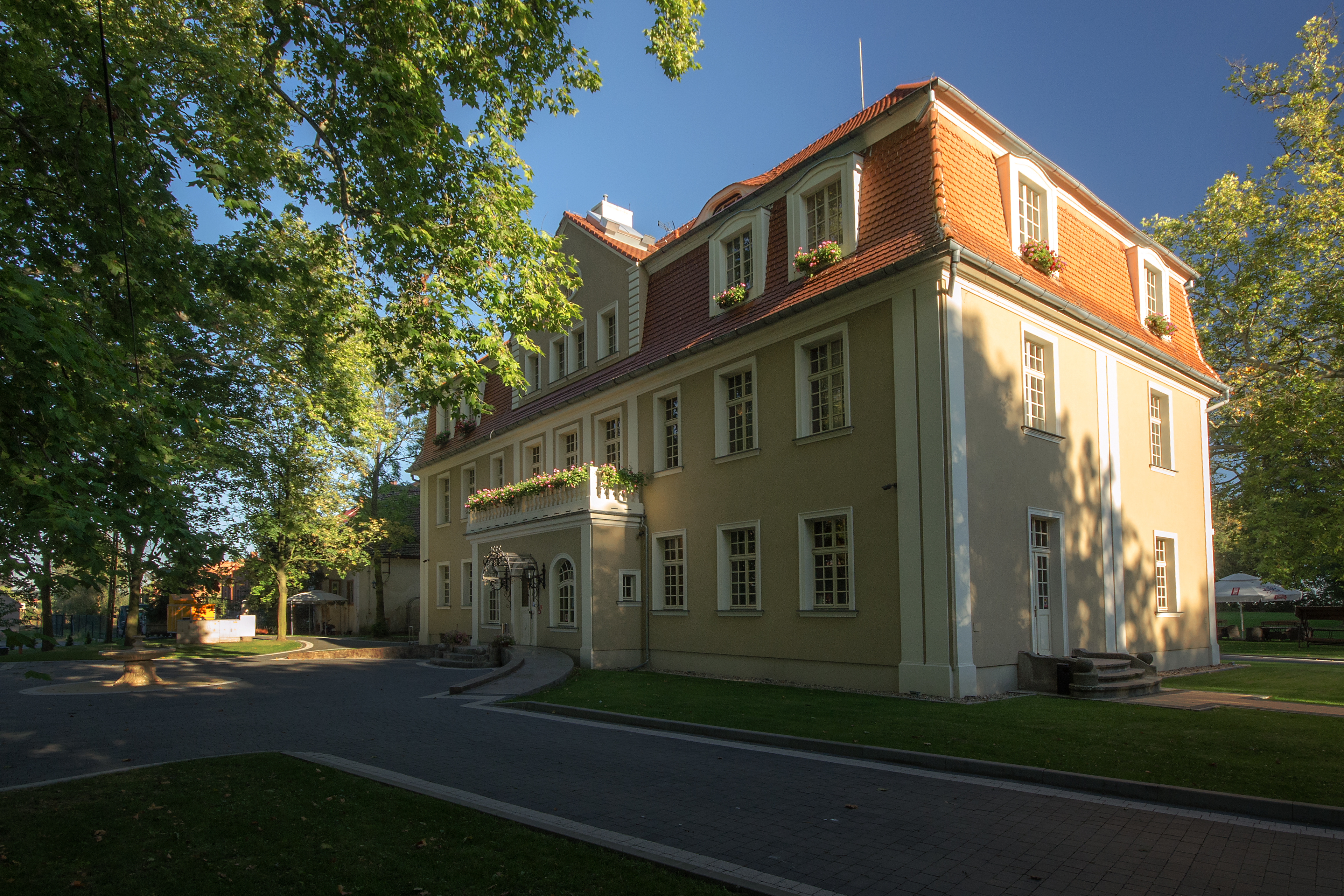
Pałac w Brzezinie
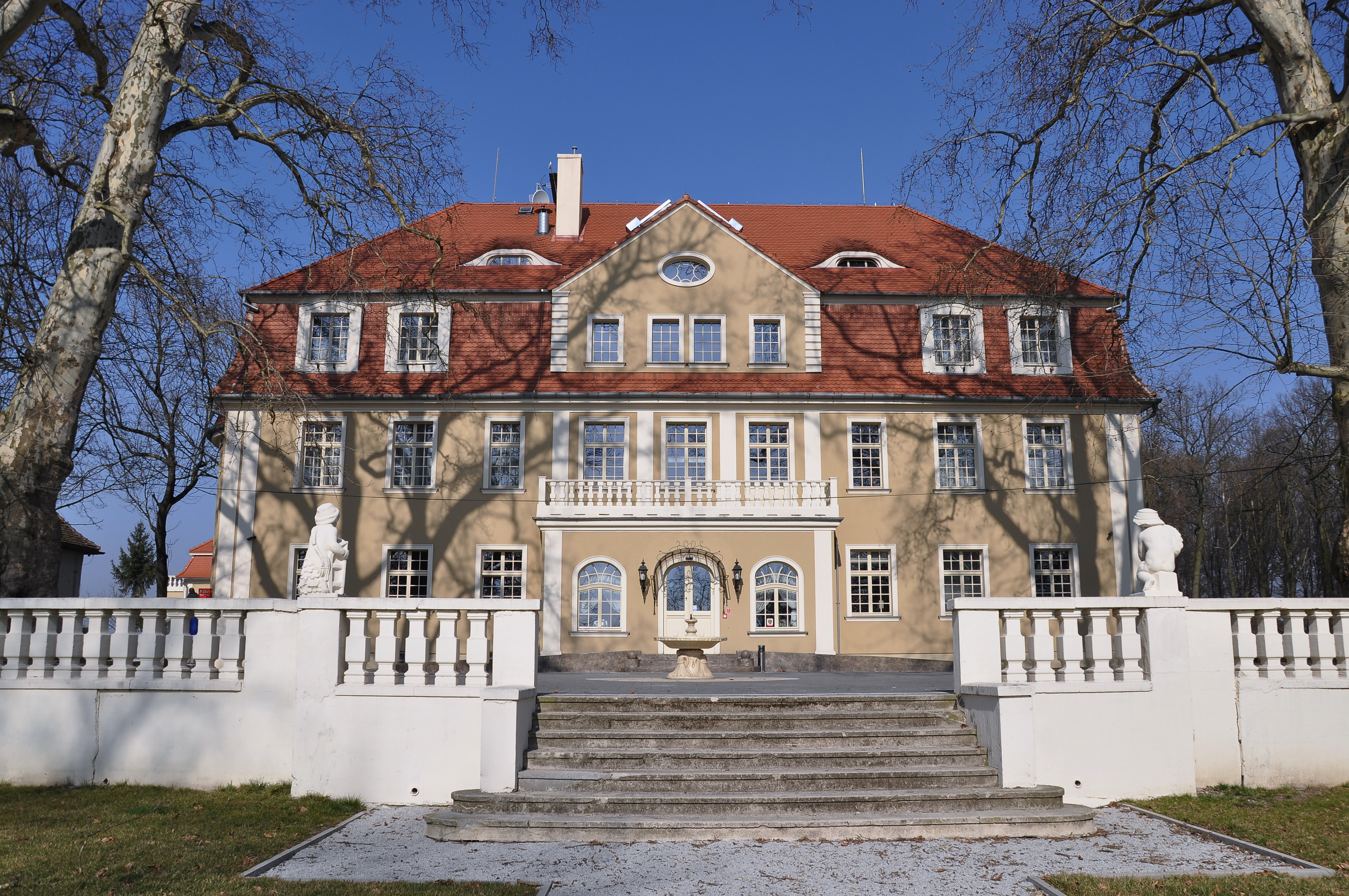